# Cantó d'Étréchy
El cantó d'Étréchy és un antic cantó francès del departament d'Essonne, que estava situat al districte d'Étampes. Comptava amb 12 municipis i el cap era Étréchy.
Va desaparèixer al 2015 i el seu territori es va dividir entre el cantó de Dourdan, el cantó d'Arpajon i el cantó d'Étampes.

## Municipis
- Auvers-Saint-Georges
- Bouray-sur-Juine
- Chamarande
- Chauffour-lès-Étréchy
- Étréchy
- Janville-sur-Juine
- Lardy
- Mauchamps
- Souzy-la-Briche
- Torfou
- Villeconin
- Villeneuve-sur-Auvers

## Història
| Data d'elecció                           | Identitat           | Partit                     | Qualitat |
| ---------------------------------------- | ------------------- | -------------------------- | -------- |
| 1967-1998                                | Lucien Sergent      | Divers droite, després UDF |          |
| 1998-                                    | Claire-Lise Campion | PS                         |          |
| les dades anteriors no són pas conegudes |                     |                            |          |
|                                          |                     |                            |          |

## Demografia
| A partir de 1990: Població sense dobles comptes |